# Minucia nigromarginata
Minucia nigromarginata là một loài bướm đêm trong họ Erebidae.